# María Fernández Coronel

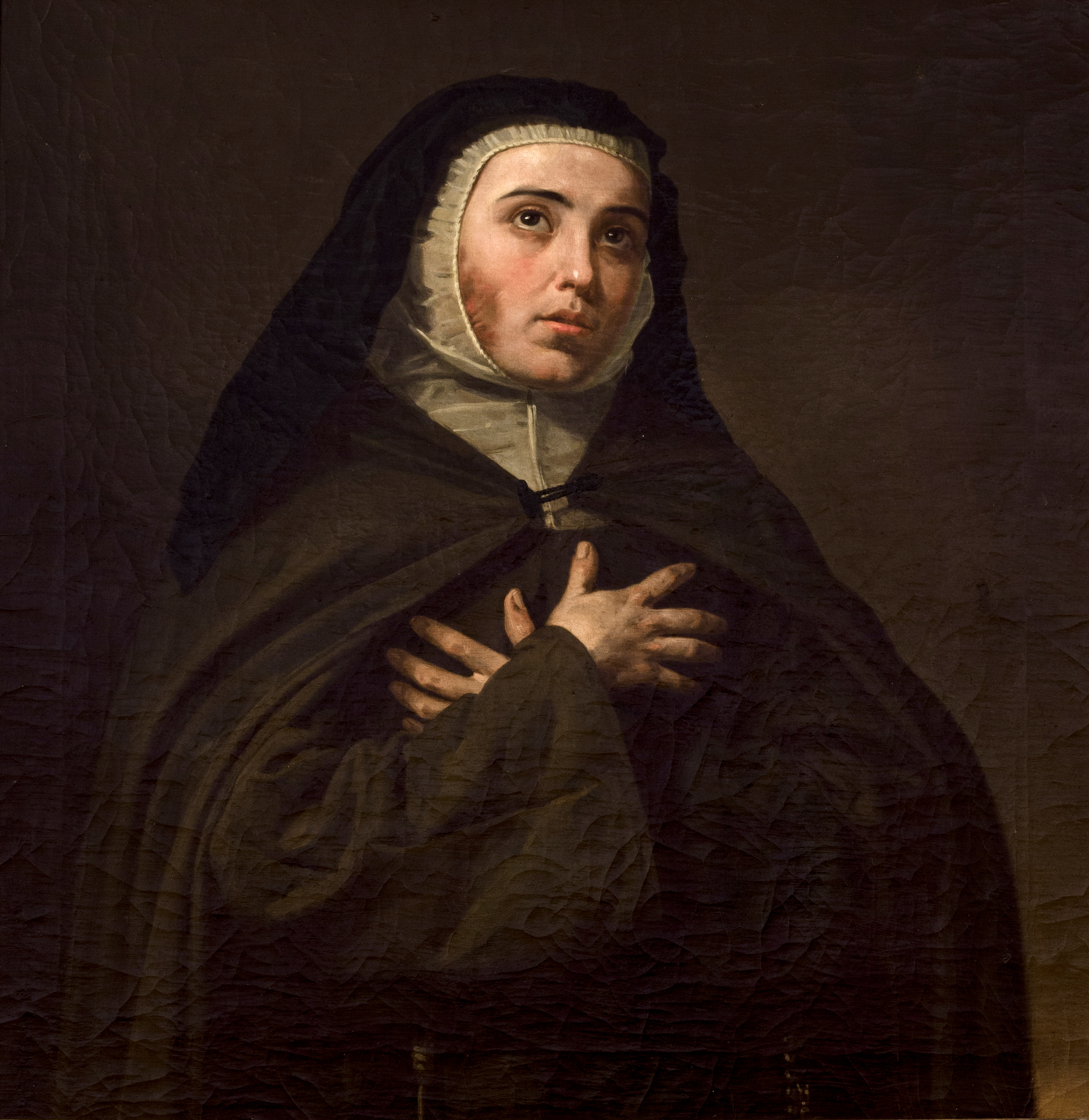
Retrato de María Fernández Coronel pintado por Joaquín Domínguez Bécquer en 1857. (Casa consistorial de Sevilla).

María Fernández Coronel (Sevilla, 1334-ibid., 1411), también conocida como María Coronel, fue una importante aristócrata sevillana fundadora del convento de Santa Inés.

## Biografía
Hija de Alfonso Fernández Coronel, alguacil mayor de Sevilla y señor de Aguilar, hombre principalísimo en el consejo privado de Alfonso XI, se casó con Juan de la Cerda, descendiente en línea directa de Fernando III el Santo, nieto de Guzmán el Bueno e hijo de Alonso de la Cerda. En febrero de 1353 muere decapitado, por orden del rey Pedro I, Alfonso Fernández Coronel que se había sublevado contra él en la lucha nobiliaria que se desencadenó al subir este rey al poder. 
Años más tarde, en 1357, muere también decapitado Juan de la Cerda, sublevado contra el rey Pedro, perdiendo María Coronel todos sus bienes, confiscados por el rey que no recuperará hasta la venida al trono de Enrique II. 
Es por esta época, de los años sesenta del siglo XIV en que hay que situar el suceso de la leyenda. Huyendo del acoso a que la tenía sometida el rey Pedro I, buscó refugio en un primer momento en la ermita de San Blas, existente en las inmediaciones de la iglesia de Omnium Sanctorum,  pasando posteriormente al convento de Santa Clara de Sevilla. Para librarse de su acoso, se arrojó aceite hirviendo en la cara y pecho. 

### Fundación del convento de Santa Inés
Con la llegada de Enrique II, recuperó parte de sus bienes, y con lo que le donaron sus hermanas, Aldonza y Mayor, se determinó a fundar el monasterio de Santa Inés en la misma casa solariega de sus padres, junto a la parroquia de San Pedro. La fundación tuvo lugar en 1376, en que ella donó para sustento de cuarenta monjas clarisas las posesiones que tenía en Sevilla, Carmona y el Aljarafe. 
De los castillos que fueron de su padre, poseía de la mayoría de ellos un dominio nominal ya que no los pudo recuperar tras la muerte de Pedro I. En 1409, ya a punto de morir, firmó un acuerdo con Fernando de Antequera, con el que mantenía una gran amistad, por el que le cedía sus derechos sobre dichos castillos y él se comprometía a la terminación del convento de Santa Inés y a una renta anual a sus monjas.
Aunque la fecha tradicional de su muerte se sitúa en 2 de diciembre de 1411, debió morir en 1409, teniendo alrededor de setenta y cinco años.
Enterrada en medio del coro de la iglesia, fue encontrado su cuerpo incorrupto cuando a mediados del siglo XVI efectuaron reformas, y desde entonces se le venera en Sevilla con una piedad popular que nunca ha decrecido.

## Cultura popular
Los creadores del videojuego español Blasphemous se basaron en su historia para la creación del personaje Nuestra Señora de la Faz Denegrida, una de las jefas del videojuego, que representa su rostro quemado durante la pelea contra ella.